# Ivan Blažević
Ivan Blažević (Trebinje, 1895. – 1961.), hrvatski katolički svećenik, crkveni prosvjetni djelatnik, teološki pisac i nakladnik

## Životopis
Rodio se 1895. u Trebinju od oca iz Krmpota (Staro Selo). U Innsbrucku studirao bogoslovlje. U Innsbrucku je i doktorirao. Zaredio se za svećenika 1918. godine. Prefekt u Ožegovićianumu od 1920. godine i kateheta u senjskoj gimnaziji. Odlukom novog biskupa Ivana Starčevića 1933. je rektor novog sjemeništa, na čijem je čelu bio do zatvaranja sjemeništa 1940. godine. Predavao je Sveto pismo i pedagogiku. Poslije Drugoga svjetskog rata otišao je u inozemstvo. Djelovao je u Argentini, u Mercedesu, gdje je kao i u Senju predavao Sveto pismo na sjemenišnoj bogosloviji. Pisao je knjige bogoslovnog sadržaja. Opus mu je bogat. U međuvremenu je 1936. u Senju je
utemeljio zakladu "Fides" u kojoj je objavljeno 7 knjiga (prijevoda), kojima je dijelom sâm Blažević prevoditelj.